# NGC 3975
NGC 3975 é uma galáxia espiral (Sb) localizada na direcção da constelação de Ursa Major. Possui uma declinação de +60° 31' 47" e uma ascensão recta de 11 horas, 55 minutos e 53,7 segundos.
A galáxia NGC 3975 foi descoberta em 21 de Fevereiro de 1874 por Lawrence Parsons.

## Coordenadas celestes e gráfico localizador de NGC 3975
As coordenadas celestes para o equinócio J2000 de NGC 3975 são fornecidas na tabela a seguir:      
| Ascensão Reta | 11h 55m 54s  |
| Declinação    | +60° 31' 45" |

## Ascensão de NGC 3975
De Greenwich, Reino Unido.
Latitude: 51° 28' 47” N 
Longitude: 0° 00' 00” E 
Fuso horário: Europa/Londres

NGC 3975 - Galáxia Espiral Intermediária na Ursa Maior é circumpolar e transita às 08:02 UTC (altitude: 81,0° )